# Корб, Даррен
Да́ррен Корб (англ. Darren Korb, род. 5 ноября 1983, Сан-Хосе, Калифорния) — американский композитор, автор песен и актёр озвучки. Участник рок-группы Control Group. Известен созданием музыки для игр Supergiant Games — Bastion, Transistor, Pyre и Hades.

## Биография
Даррен Корб выступал на мюзиклах в театре с пятилетнего возраста. В 11 лет начал учиться играть на гитаре и выступать в группах, примерно в то же время стал сочинять песни. В старшей школе заинтересовался звукозаписью и продолжил её осваивать в колледже. В дальнейшем поступил в Нью-Йоркский университет по специальности музыкального продакшена и бизнеса, где намеревался учиться на композитора и автора песен. После выпуска он занимался музыкальным продюсированием и написанием песен, работал в студии в Нью-Йорке, выступал с местными группами в качестве сессионного музыканта, а также участвовал в создании небольших фильмов и телевизионных проектов.
В 2009 году с ним связался Амир Рао, один из основателей Supergiant Games, с которым Даррен дружил с восьмилетнего возраста и выступал вместе в школьные годы. Амир рассказал о своей новой студии и попросил у Даррена помощи в создании музыки и аудио для игр. Даррен не был уверен в том, что это ему под силу, но был польщён доверием и согласился.
Когда студия приступила к разработке своей дебютной игры, Bastion, Даррен определился с настроением игры и вывел жанр, который он описал как «акустический пограничный трип-хоп» (англ. Acoustic Frontier Trip-hop). При разработке локаций музыка создавалась в первую очередь: сначала Грег Касавин определялся с художественным направлением, затем Даррен писал музыку, а уже после этого геймдизайнеры и художники принимались за создание нового уровня, используя работу Даррена в качестве ориентира. По словам Амира, «у нас менялись персонажи и уровни, в мир вносилось множество правок, но некоторые из первоначальных музыкальных композиций до сих пор звучат в игре». Помимо музыки, Даррен отвечал за создание звуковых эффектов и запись озвучки — всё это осуществлялось в чулане его квартиры в Нью-Йорке. Для записи вокала Даррен пригласил свою подругу детства Эшли Барретт, которая позднее стала работать и над другими играми студии. После выпуска Bastion звуковое сопровождение игры было отмечено множеством наград: на Independent Games Festival 2011 игра была номинирована на звание «Совершенство в аудио», а на Spike Video Game Awards 2011 она взяла награду «Лучший саундтрек»; кроме того, композиция «Build that Wall» победила в номинации «Лучшая песня в игре», а «Setting Sail, Coming Home» была на неё номинирована — обе песни были написаны Дарреном Корбом. Выпущенный в качестве альбома саундтрек Bastion разошёлся тиражом более 30 000 копий.
Даррен вместе с Эшли остались работать над саундтреком следующей игры студии, Transistor. Для этой игры Даррен придумал жанр «электронный пост-рок старого мира» (англ. Old-world Electronic Post-rock). Особенностью игры стала многоканальная музыка — каждый трек в игре состоит из нескольких независимых слоёв. Это позволило движку, в зависимости от происходящего в игре, накладывать эффекты на одни элементы музыки, не затрагивая другие, либо добавлять в микс новые дорожки — например, вокал. Звуковое сопровождение Transistor также было высоко оценено: игра была номинирована на награду «Лучший саундтрек/звуковое оформление» на The Game Awards 2014, «Лучший звук» на Game Developers Choice Awards и «Выдающиеся достижения в музыке» на D.I.C.E. Awards, а также получила награду «Совершенство в саундтреке» на SXSW Gaming Awards. Альбом с саундтреком Transistor, выпущенный одновременно с игрой, разошёлся тиражом 48 000 копий за 10 дней.
В следующей игре Supergiant, Pyre, студия сменила подход к музыке. В каждый момент в игре может играть от 5 до 8 дорожек, причём они могут вступать в любой последовательности — в зависимости от действий игрока. Кроме того, каждому персонажу игры соответствует своя дорожка, которая проигрывается, пока персонаж говорит. Аналогично варьировалась и финальная композиция — каждому основному действующему персонажу соответствовал свой куплет, записанный в разных вариациях, которые выбирались динамически в зависимости от действий игрока по ходу игры. Pyre была номинирована на «Лучшее аудио» на Golden Joystick Awards.
При написании саундтрека для Hades, Даррен вернулся к своему привычному методу написания музыки: сначала продумать настроение, а потом, отталкиваясь от него, писать песни и инструментальные композиции. Hades стала первой игрой студии в жанре roguelike, а потому требования к саундтреку изменились — музыка должна не надоедать и не отвлекать игрока, который будет постоянно начинать игру с начала, а композиции должны легко растягиваться, поскольку длительность одного и того же боя может варьироваться во много раз. Для этих целей Даррен придумал музыкальный рандомизатор, который перемешивал музыкальные дорожки при каждом переходе в другую комнату, благодаря чему мелодии оставались узнаваемыми, но не повторялись. Кроме того, в игре значительно возросло количество озвученных реплик персонажей. Для многих персонажей Даррен записывал черновую озвучку, которую впоследствии планировалось заменить; однако полученная озвучка Загрея и Скелли понравилась студии больше, чем варианты актёров на прослушивании, и их было решено доделать и оставить. Игра была номинирована на The Game Awards 2020 в категории «Лучший саундтрек и музыка», и на BAFTA Games Awards 2021 в категориях «Лучший звук» и «Лучшая музыка».
Помимо разработки игр, Даррен Корб является участником музыкальной группы Control Group и периодически выступает на мероприятиях, посвящённых играм, — в частности, он играл на PAX и Бостонском фестивале инди-игр, а также проводил совместное выступление с Video Game Orchestra. По словам Даррена, наибольшее удовольствие ему как музыканту приносит продюсирование и работа в студии.

## Дискография
В составе Control Group:
- Shoes of the People (EP; 2013)
- Basement Tapes (2013)
- Hot Swap (2014)
- It’s The Year 2000! (EP; 2018)
- The Latest Numbers (2022)